# HD 115149
HD 115149，又名CP-64 2316，SAO 252236、HR 5000，是一颗恒星，视星等为6.07，位于銀經305.59，銀緯-2.4，其B1900.0坐标为赤經13h 10m 9.3s，赤緯-64° -2.4′ 29″。